# پل سن-میشل
پل سن-میشل (انگلیسی: Pont Saint-Michel) یک پل قوسی بر روی رود سن در شهر پاریس، فرانسه است.
این پل که در سال ۱۸۵۷ ساخته شده ۶۲ متر طول دارد و میدان سن-میشل را به ایل دولاسیته متصل میکند.

## نگارخانه

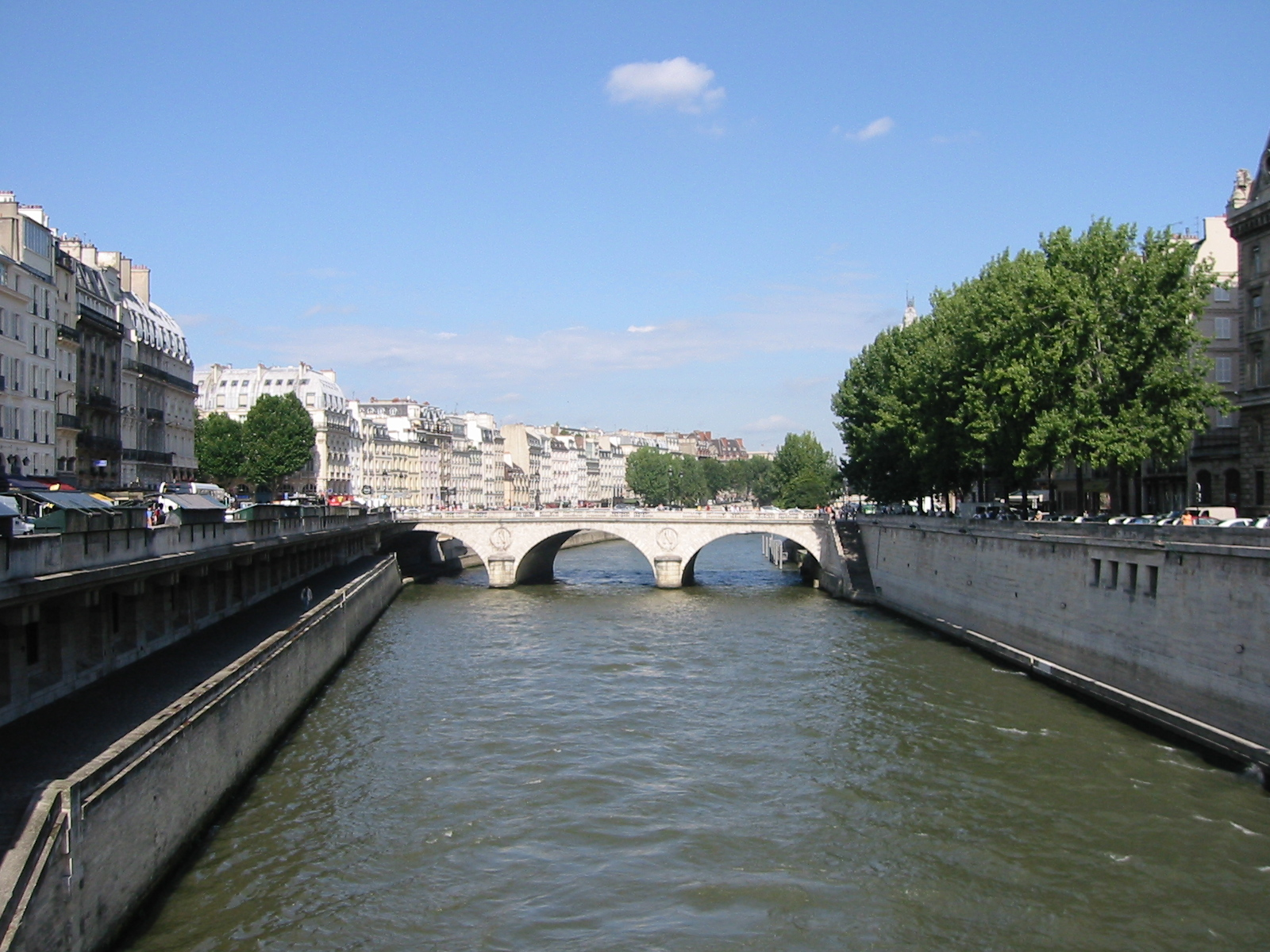
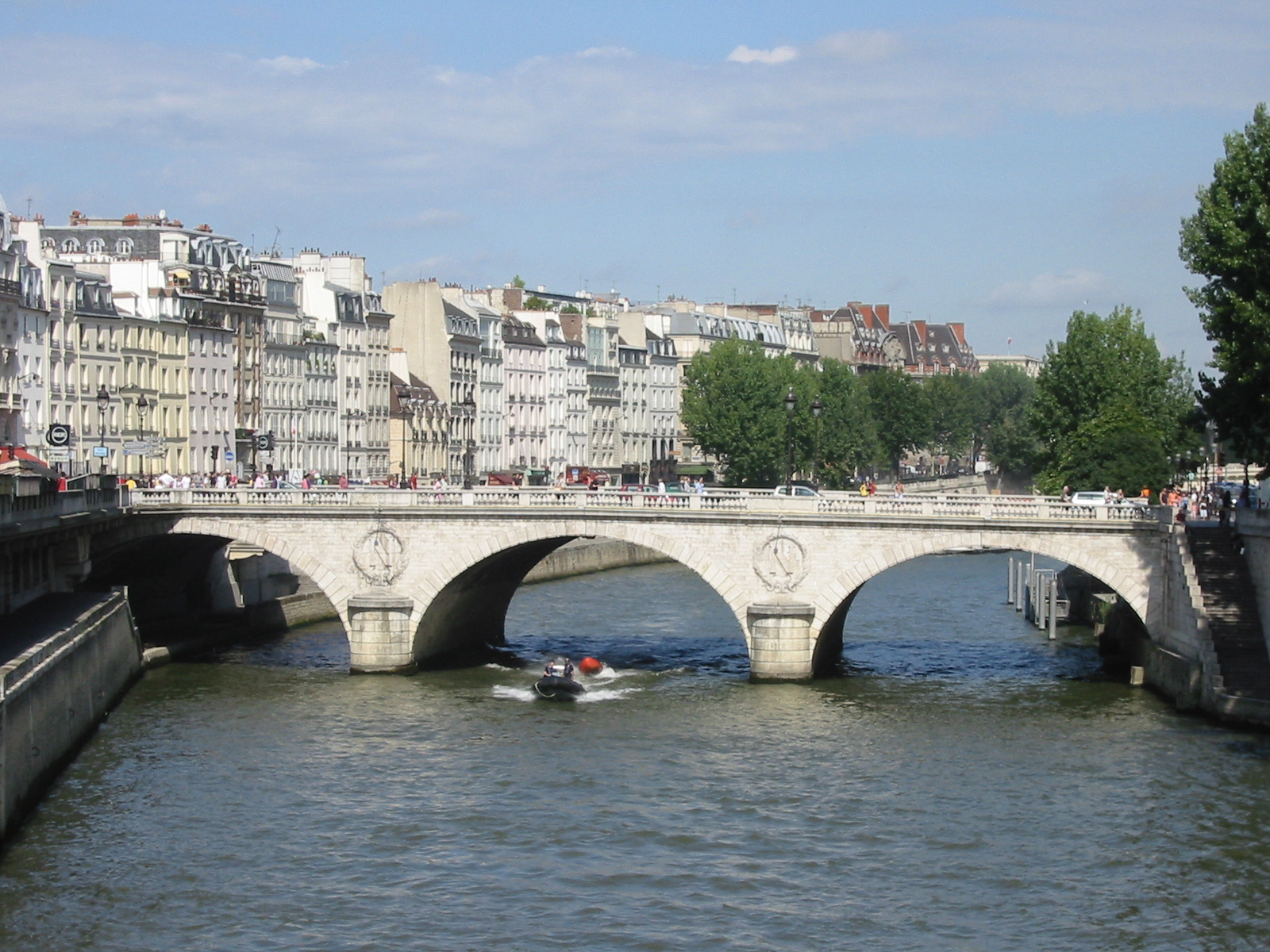
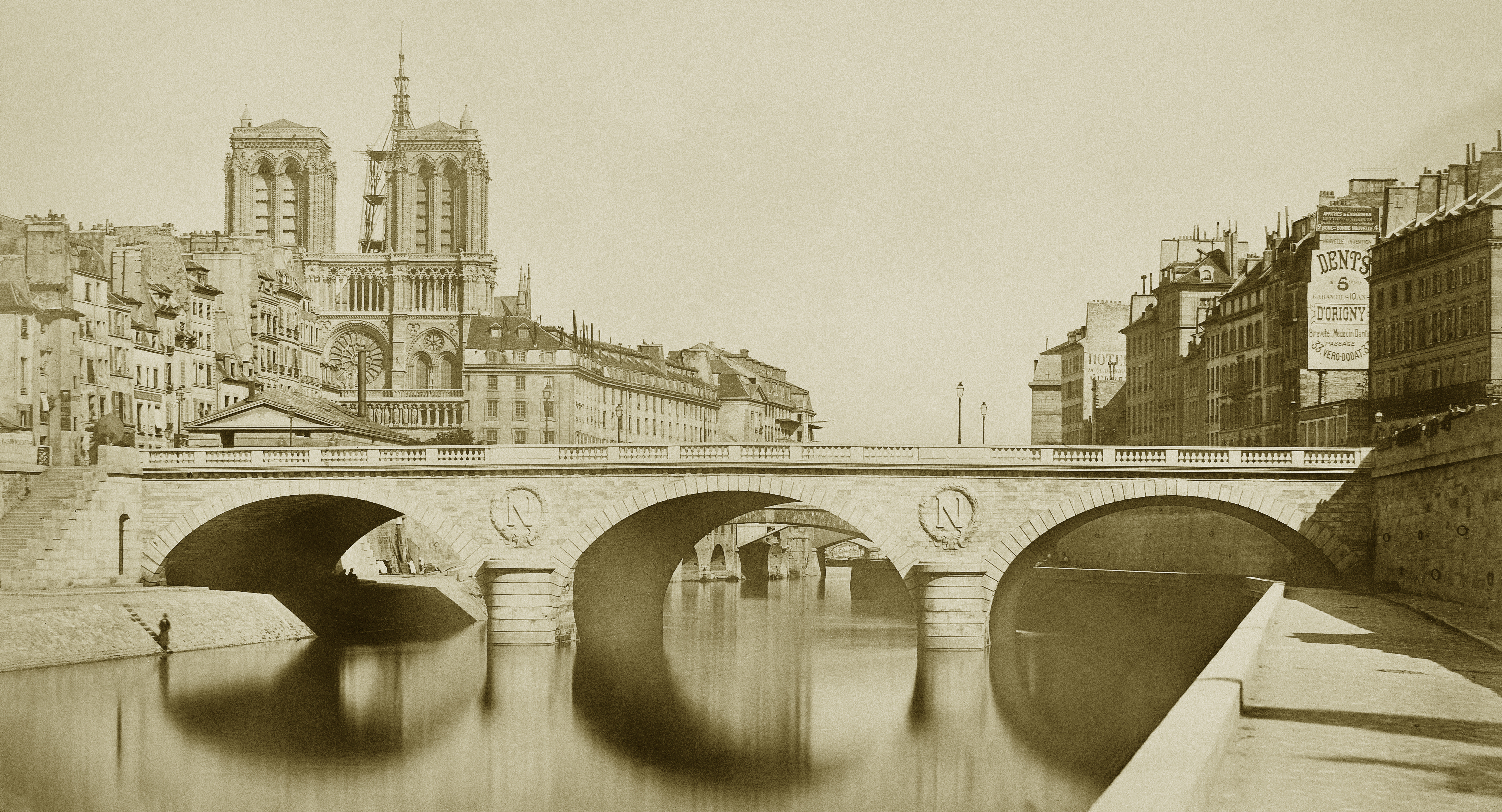
پل در سال ۱۸۵۹